# Uttal
Uttal av ett ord är det sätt som antingen en enskild individ säger ordet, eller det sätt som de flesta talare av språket säger ordet. 
Ett varierande uttal förändrar inte ordets betydelse, men ger mycket annan information om talaren, till exempel var denne kommer ifrån (dialektalt uttal), vilken utbildning eller social miljö talaren kommer ifrån (sociolektalt uttal), men även den omedelbara kontext som talaren befinner sig i.
De möjliga uttalsvarianterna av ett enskilt ord fastställs av språkets basala ljud - foner, och den disciplin inom lingvistiken som studerar dessa kallas för fonetik. För att kunna beskriva uttal, så har framtagits en internationell standard: Internationella fonetiska alfabetet, vanligen omnämnt med sin engelskspråkiga förkortning IPA.